# Flaga Nawarry
Flaga Nawarry – w centrum flagi jest herb Nawarry ustanowiony w XIII wieku. Tarczę herbową zwieńcza korona królewska.
Przyjęta 10 sierpnia 1982 roku. Proporcje 2:3.